# イマデヤ
株式会社イマデヤは、徳島県徳島市両国本町2-12-1に本社を置く徳島県内で葬祭業を行っている企業。

## 沿革
- 1882年 今出屋創業。
- 1981年 徳島県内で初めての総合儀式場「イマデヤ葵会館」オープン。
- 1984年 株式会社「徳島ロータス」設立。
- 1985年 有限会社「味扇」設立。
- 2003年 株式会社イマデヤに社名を改称。

## 葬祭場・営業所

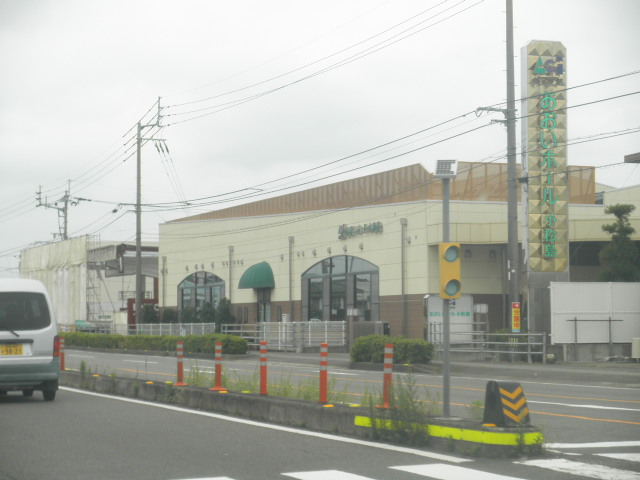
イマデヤあおいホール小松島

### 葬祭場
- イマデヤあおいホール
  - 藍住（板野郡藍住町）
  - 小松島（小松島市）
  - 川内（徳島市）
- イマデヤ葵会館（徳島市）
- 法事会館なごみ（徳島市）

### 営業所
- 小松島（小松島市）
- 寝台車センター（徳島市）

## 関連会社
所在地はすべて徳島市内。
- 株式会社徳島ロータス
- 花華企画
- 日本料理 味扇
- 葵パーキング